# 1993 VW
1993 VW är en asteroid i huvudbältet som upptäcktes den 9 november 1993 av de båda amerikanska astronomerna Eleanor F. Helin och Jeff T. Alu vid Palomar-observatoriet.
Asteroiden har en diameter på ungefär 1 kilometer och den tillhör asteroidgruppen Apollo.